# Miranda de la Serna
Miranda de la Serna (Buenos Aires, 17 de enero de 2001) es una actriz argentina. Se destacó por su actuación en la película Errante corazón (2021) por la cual recibió el premio sur a la «mejor actriz revelación».

## Biografía
Es hija de los actores Rodrigo de la Serna y Érica Rivas, quienes se conocieron grabando la telenovela Campeones de la vida en 1999, y se separaron en el año 2010. A los cuatro años se mudó con su familia a la ciudad de Ingeniero Maschwitz en el Gran Buenos Aires.
Comenzó su formación artística cuando tenía siete años estudiando actuación con Nora Moseinco, después con Gaby Ferrero y tomando clases en el teatro Granate. A los dieciséis años volvió con su madre a la ciudad de Buenos Aires.

## Carrera profesional
Su primer papel fue a los 9 años en la película independiente Antes del estreno (2010) dirigida por Santiago Giralt y protagonizada por su madre. A los 15 años volvió a incursionar en la actuación participando de la obra teatral La burbuja (2016) y después apareció en el filme Amor urgente (2018) dirigido Diego Lublinsky. En 2019, formó parte de la cinta de terror Bruja, donde nuevamente compartió pantalla con su madre.
Su papel revelación fue en la película Errante corazón (2021) de HBO Max y dirigida por Leonardo Brzezicki, donde interpretó a Laila, una joven que reconstruye todo el tiempo el vínculo con su padre personificado por Leonardo Sbaraglia. Por su papel, fue reconocida con un premio sur a la mejor actriz revelación y recibió una nominación a los Premios Cóndor de Plata como mejor actriz de reparto.
En 2022, trabajó en la serie internacional Now & Then en el papel de Daniela, la versión joven del personaje interpretado por Soledad Villamil. En octubre, protagonizó la pieza teatral Bodas de sangre en el papel de la novia, siendo dirigida por Vivi Tellas en el teatro San Martín.
En febrero del 2023, Miranda se unió al elenco de la película dramática Elena sabe de Netflix, que se estrenó el 4 de noviembre de ese mismo año. Allí interpretó el papel de Rita Alonso durante su adolescencia, cuyo rol fue compartido con su madre.

## Filmografía

### Cine
| Año  | Título            | Papel                     | Notas        |
| ---- | ----------------- | ------------------------- | ------------ |
| 2010 | Antes del estreno | Lili                      |              |
| 2018 | Amor urgente      | Mora                      |              |
| 2019 | Bruja             | Belén                     |              |
| 2021 | Errante corazón   | Laila                     |              |
| 2023 | Nada de todo esto | Hija                      | Cortometraje |
| 2023 | Alemania          | Julieta                   |              |
| 2023 | Elena sabe        | Rita Alonso (adolescente) |              |
| 2025 | Coronada          | Veronica                  |              |

### Televisión
| Año  | Título     | Papel                  | Notas                 |
| ---- | ---------- | ---------------------- | --------------------- |
| 2021 | Aisladxs   | Chica fracasada        | Episodio: «La bestia» |
| 2022 | Now & Then | Daniela Marini (joven) |                       |

## Teatro
| Año        | Título                  | Papel       | Lugar                            |
| ---------- | ----------------------- | ----------- | -------------------------------- |
| 2016, 2018 | La burbuja              | Matilde     | Teatro Piccolino / Teatro Regina |
| 2018       | Vino                    |             | Microteatro                      |
| 2022       | Bodas de sangre         | La novia    | Teatro San Martín                |
| 2023-2024  | Potencia Gutiérrez      | Potencia    | Teatro Nacional Cervantes        |
| 2024-2025  | El juego I, la herencia | Clara Conte | El Método Kairós                 |

## Premios y nominaciones
| Premio                                 | Año  | Categoría                        | Trabajo nominado   | Resultado | Ref.   |
| -------------------------------------- | ---- | -------------------------------- | ------------------ | --------- | ------ |
| Premios Cóndor de Plata                | 2022 | Mejor actriz de reparto          | Errante corazón    | Nominada  | [ 9 ]  |
| Premios Cóndor de Plata                | 2024 | Mejor actriz de reparto          | Alemania           | Nominada  | [ 14 ] |
| Premios Martín Fierro de Cine y Series | 2024 | Mejor actriz de drama            | Alemania           | Nominada  | [ 15 ] |
| Premios Martín Fierro de Teatro        | 2025 | Mejor actriz protagónica oficial | Potencia Gutiérrez | Nominada  | [ 16 ] |
| Premios Sur                            | 2021 | Mejor actriz revelación          | Errante corazón    | Ganadora  | [ 8 ]  |
| Premios Sur                            | 2024 | Mejor actriz                     | Alemania           | Nominada  | [ 17 ] |